# Gottfried Veit
Gottfried Veit (Bolzano, 13 agosto 1943) è un musicista e compositore italiano di lingua tedesca.

## Biografia e attività
Ha studiato musica alla scuola superiore di musica ed arte drammatica "Mozarteum" di Salisburgo e al Conservatorio Statale "Claudio Monteverdi" della sua città natale. Dopo gli studi ha proseguito la sua formazione come direttore d'orchestra presso Henk van Lijnschooten e come direttore di coro presso Helmuth Rilling.
Dal 1980 al 2007 ha collaborato come direttore e compositore alla RAI Sender Bozen, e successivamente è divenuto maestro federale della Verband Südtiroler Musikkapellen.
Dal 1995 Veit è membro del Comitato della Musica per fiati presso la Federazione Internazionale CISM come pure della Federazione degli Artisti dell'Alto Adige. Ha inoltre insegnato in un conservatorio a Linz e all'università musicale di Graz.